# Pignicourt
Pignicourt település Franciaországban, Aisne megyében. Lakosainak száma 175 fő (2022. január 1.). Pignicourt Bertricourt, Neufchâtel-sur-Aisne, Orainville, Variscourt, Brienne-sur-Aisne, Auménancourt és Villeneuve-sur-Aisne községekkel határos.

## Népesség
A település népességének változása:
| Lakosok száma | 138  | 85   | 96   | 136  | 193  | 196  | 197  | 197  | 190  | 175  |
|               | 1968 | 1982 | 1990 | 2006 | 2013 | 2015 | 2017 | 2019 | 2020 | 2022 |